# Laguna del Carbón
Die Laguna del Carbón ist ein Salzsee in dem endorheischen San-Julián-Becken in Südamerika. Das Becken liegt in der argentinischen Provinz Santa Cruz, etwa 54 km entfernt von Puerto San Julián.
Mit einer Höhe von 105 Metern unter dem Meeresspiegel ist sie die tiefste Senke auf dem amerikanischen Doppelkontinent, gleichzeitig die tiefste Senke der Südhalbkugel und die siebttiefste Landstelle der Welt.